# St. James's Gate FC
El St James's Gate Football Club és un club de futbol irlandès de la ciutat de Dublín.

## Història
El club va ser fundat l'any 1902. La temporada 1921-22 esdevingué membre fundador de la League of Ireland, competició que guanyà en la seva primera edició. També guanyà la lliga de 1939-40. També guanyà dos cops la copa irlandesa. La temporada 1943-44 fou la darrera a la lliga irlandesa.

## Palmarès
- Lliga d'Irlanda: 
  - 1921-22, 1939-40
- Copa irlandesa de futbol: 
  - 1921-22, 1937-38
- Escut de la Lliga d'Irlanda: 
  - 1935-36, 1940-41
- Leinster Senior League:
  - 1909-10, 1911-12, 1914-15, 1919-20, 1987-88, 1988-89
- Dublin City Cup:
  - 1938-39
- Copa Senior de Leinster: 
  - 1919-20, 1921-22, 1934-35, 1936-37, 1940-41
- LFA Metropolitan Cup
  - 1919-20
- Irish Intermediate Cup : 2
  - 1909-10, 1919-20
- FAI Intermediate Cup : 1
  - 1950-51

### Rècords
| Rècord         | Oponent                               | Marcador | Competició                                          | Data                                               |
| -------------- | ------------------------------------- | -------- | --------------------------------------------------- | -------------------------------------------------- |
| Major victòria | Jacobs                                | 8-0      | League of Ireland 1929-30                           | 24 agost 1929                                      |
| Major derrota  | Waterford Cork United Shamrock Rovers | 0-7      | League of Ireland 1931-32 League of Ireland 1943-44 | 22 novembre 1931 19 desembre 1943 27 desembre 1943 |

Source:

## Futbolistes destacats
Futbolistes internacionals amb Irlanda, i amb Irlanda Unificada.
| - Paddy Bermingham - Paddy Bradshaw - Pat Byrne - Johnny Carey - Martin Colfer - Charlie Dowdall | - Bobby Duffy - Paddy Duncan - Michael Farrell - Dominic Foley - Peadar Gaskins - Matty Geoghegan | - Billy Kennedy - Owen Kinsella - Charlie Lennon - Ernie MacKay - Emmet McLoughlin - Thomas Murphy | - Joe O'Reilly - Paddy O'Reilly - Alf Rigby - Frank Heaney – Amateur - Harry Litton – Amateur |